# 费尔菲尔德大学
费尔菲尔德大学（英語：Fairfield University）是一所始建于1942年耶稣会教育机构，位于美国康涅狄格州費爾菲爾德。它提供本科生，研究生以及继续教育。2019年《美國新聞與世界報道》 “北部地區大學排名”中其列在第1位。